# Šoltys
Šoltys (psáno také šoltýs) byla funkce doprovázející pověření lokátora, zakladatele nebo zprostředkovatele osídlení obce na základě německého a valašského práva. Při kolonizaci podle valašského práva se nazýval také kenéz (ze slovanského kňaz). Na základě písemné smlouvy se zeměpánem získal šoltys na založení nové nebo osídlení staré, zpustlé osady výsady, které mu zajišťovaly výhodné majetkové poměry a dědičné rychtářství s určitou soudní a správní pravomocí. Zval osadníky, rozděloval půdu a byl výkonnou složkou mezi panstvem a poddanými. Od konce 17. století se pojmem šoltys označoval i rychtář, který neměl žádné výsady. Po urbářské regulaci za Marie Terezie (1767) instituce šoltýse zcela zanikla.

## Původ slova
Slovo šoltys pochází z německého Schultheiss nebo Schuldheiß (ve střední horní němčině "vymahač závazku" < Schuld - závazek, dluh + heischen – vymáhat , vyžadovat, vyzývat) a označovalo soudně-výkonné pravomoci šoltyse, v polatinštěné podobě scultetus nebo sculteus. V české, německé nebo latinské podobě je základem mnoha příjmení – Šoltys, Šulc, Šolc, Schulz(e), Škultéty, Škult apod.